# توني براون
توني براون (بالإنجليزية: Tony Brown)‏ (29 سبتمبر 1980 تشاتانوغا الولايات المتحدة - ) هو لاعب كرة قدم أمريكي.